# Amyrga
El amyrga es un instrumento aerófono con embocadura originario de Tuvá. Consiste en un tubo cónico largo ahuecado de 50cm. generalmente tallado a partir de pino de Siberia en dos mitades que se sujetan las dos mitades con corteza de abedul o tendón de animal y cubierto con intestino de animal, aunque también puede ser reproducido el mismo sonido a partir de un cono ligeramente cónico de cualquier material que tenga la misma proporción. 
El amyrga es un cuerno de caza que imita la llamada de apareamiento del ciervo siberiano macho. El instrumento no se usa melódicamente, sino que solo imita el sonido del animal. Para tocarlo, se inhala en lugar de exhalar para producir un tono.